# Калита, Александр Николаевич
Александр Николаевич Калита (род. 28 марта 1949, Львов) — российский политик, член Совета Федерации (2001—2005). Кандидат исторических наук, профессор. Генерал-майор.

## Биография
Родился 28 мая 1949 г. во Львове. Окончил техникум радиоэлектроники и Одесский электротехнический институт связи им. Попова. 
Работал сменным инженером междугородной телефонной станции, а затем начальником технической смены. После окончания срочной службы в вооруженных силах остался в армии. Прошел должности от командира взвода до начальника Управления  воспитательной работы Главного управления воспитательной работы ВС РФ (в последующем передано в состав Главного военно-политического управления Вооружённых сил Российской Федерации). 
Окончил Военно-политическую академию имени Ленина и Академию государственной службы при Президенте РФ. 
Занимал должность президента международного общественного экологического движения «Живая планета», созданного в Ульяновске.

### Политическая карьера
Советник Председателя Совета Федерации Федерального Собрания РФ; бывший представитель в Совете Федерации РФ от администрации Ульяновской области (2001—2005), был членом Комитета по природным ресурсам и охране окружающей среды, первым заместителем председателя Комиссии по контролю за обеспечением деятельности Совета Федерации, членом Комиссии по Регламенту и организации парламентской деятельности, членом Комиссии по методологии реализации конституционных полномочий Совета Федерации, членом Комиссии по делам молодежи и спорту.
В декабре 2000 г. на выборах губернатора Ульяновской области возглавлял предвыборный штаб генерала В.Шаманова.

## Семья
Женат, имеет двоих детей.